# Nelvin Solíz
Nelvin Solíz Escalante (Tarija, 3 de noviembre de 1989) es un futbolista boliviano. Juega como centrocampista y su equipo actual es el Universitario de Tarija de la Asociación Tarijeña de Fútbol.

## Clubes
| Club                    | País    | Año           |
| ----------------------- | ------- | ------------- |
| The Strongest           | Bolivia | 2007 - 2015   |
| Ciclón                  | Bolivia | 2015 -2016    |
| The Strongest           | Bolivia | 2016-2017     |
| Municipal de Tarija     | Bolivia | 2018          |
| Nacional Potosí         | Bolivia | 2018-2019     |
| Universitario de Tarija | Bolivia | 2020-presente |

## Palmarés

### Títulos nacionales
| Título           | Club          | País    | Año           |
| ---------------- | ------------- | ------- | ------------- |
| Primera División | The Strongest | Bolivia | Clausura 2012 |
| Primera División | The Strongest | Bolivia | Apertura 2012 |
| Primera División | The Strongest | Bolivia | Apertura 2013 |
| Primera División | The Strongest | Bolivia | Apertura 2016 |